# Långmyrtjärnen (Hotagens socken, Jämtland, 709161-143209)
Långmyrtjärnen är en sjö i Krokoms kommun i Jämtland och ingår i Indalsälvens huvudavrinningsområde.